# پیوند کربن-نیتروژن
پیوند کربن-نیتروژن به پیوندهای کووالانسی که بین اتم‌های کربن و نیتروژن برقرار می‌شود، گفته می‌شود.این پیوند یکی از پیوند‌های شناخته شده و پر کاربرد در ترکیبات آلی است.با توجه به این که نیتروژن دارای سه الکترون ظرفیت و کربن دارای چهار الکترون ظرفیت است، این دو اتم می‌توانند از یک تا سه پیوند کووالانسی به‌طور هم زمان برقرار کنند.در جدول زیر برخی از مهمترین گروه‌های عاملی حاوی پیوند کربن و نیتروژن آورده شده است.
| طبقه‌بندی مواد شیمیایی | رتبه پیوند | فرمول شیمیایی | فرمول ساختاری | نمونه       | طول پیوند متوسط (Å)                             |
| --------------------- | ---------- | ------------- | ------------- | ----------- | ----------------------------------------------- |
| آمین                  | ۱          | R۲C-NH۲       | آمین اولیه    | متیل آمین   | ۱٫۴۶۹ (آمین طبیعی) ۱٫۴۹۹ (نمک آمونیوم)          |
| آزیریدین              | ۱          | CH۲NHCH۲      | آزیریدین      | میتومایسین  | ۱٫۴۷۲                                           |
| آزید                  | ۱          | R۲C-N۳        | آزید          | فنیل آزید   |                                                 |
| آنیلین                | ۱          | Ph-NH۲        | آنیلین        | انیسیدین    | ۱٫۳۵۵ (sp۲ N) ۱٫۳۹۵ (sp۳ N) ۱٫۴۶۵ (نمک آمونیوم) |
| پیرول                 | ۱          |               | amide         | پورفیرین    | ۱٫۳۷۲                                           |
| آمید                  | ۱٫۲        | R-CO-NR۲      | amide         | استامید     | ۱٫۳۲۵ (درجه یک) ۱٫۳۳۴ (درجه دو) ۱٫۳۴۶ (درجه سه) |
| پیریدین               | ۱٫۵        | pyr           | پیریدین       | نیکوتینامید | ۱٫۳۳۷                                           |
| ایمین                 | ۲          | R۲C=NR        | ایمین         | دی بی ان    | ۱٫۲۷۹ (C=N پیوند) ۱٫۴۶۵ (C–N پیوند)             |
| نیتریل                | ۳          | R-CN          | نیتریل        | بنزونیتریل  | ۱٫۱۳۶                                           |
| ایزوسیانید            | ۳          | R-NC          | ایزوسیانید    | TosMIC      |                                                 |